# Shin’ya Michimi
Shin’ya Sean Michimi (jap. 道見ショーン真也 Michimi Shōn Shin’ya; ur. 29 czerwca 1993 roku w Cincinnati) – japoński kierowca wyścigowy.

## Kariera

### Początki
Michimi rozpoczął karierę w międzynarodowych wyścigach samochodowych w 2012 roku od startów w Japońskiej Formule Challenge. Z dorobkiem trzech punktów uplasował się tam na dziesiątej pozycji w klasyfikacji generalnej. Rok później był siódmy. W latach 2012–2014 startował w MRF Challenge - Formula 2000, stawając w 2013 roku w Bahrajnie pierwszy raz na podium. Był klasyfikowany na dwunastej i piętnastej pozycji.

### Auto GP World Series
Na sezon 2014 Japończyk podpisał kontrakt z włoską ekipą Euronova Racing na starty w Auto GP World Series. Zadebiutował w czwartej rundzie sezonu na torze Autodromo Nazionale di Monza. W 2014 roku kontynuował starty z własną ekipą. Wystartował łącznie w sześciu wyścigach, a w ostatnim wyścigu sezonu odniósł zwycięstwo. Uzbierał łącznie 55 punktów. Dało mu to ósme miejsce w końcowej klasyfikacji kierowców.